# Warren Wood
Warren Kenneth Wood (Chicago, 27 april 1887 - Pelham Manor, 27 oktober 1926) was een Amerikaanse amateurgolfer. Hij was lid van de Homewood Country Club en de Western Golf Association.  
Met zijn team won hij in 1904 een gouden medaille tijdens de Olympische Zomerspelen in St Louis. Individueel eindigde hij op de zestiende plaats.
In 1906 won hij het North & South Amateur. In 1906 en 1912 was hij finalist bij het Western Amateur, dat hij in 1913 won. Bij het US Amateur bereikte hij de finale in 1910.

## Gewonnen
- 1904: North & South Amateur.
- 1913: Western Amateur

Tijdens de Eerste Wereldoorlog diende Wood bij het Amerikaanse Rode Kruis. Wood overleed in The Bronx in 1926, hij was pas 39 jaar.